# 张学
张学（1964年7月—），男，黑龙江肇州人，中国医学遗传学家，曾任哈尔滨医科大学校长，现任哈尔滨医科大学党委书记，中国工程院院士。

## 生平
1986年毕业于中国医科大学临床医学专业，获学士学位。1989年毕业于中国医科大学遗传学专业，获硕士学位。1994年毕业于中国医科大学细胞生物学专业，获博士学位。
1989年硕士毕业后，张学在中国医科大学任教。2002年，张学赴中国医学科学院（北京协和医学院）任教，历任校长助理、研究生院副院长、基础学院党委书记等职务。2017年4月，升任中国医学科学院（北京协和医学院）副院长（副校长）。
2018年9月，张学回到家乡黑龙江，破格晋升为哈尔滨医科大学校长、党委副书记、黑龙江省医学科学院院长。2022年12月，转任哈尔滨医科大学党委书记。
2019年当选中国工程院院士。